# Tuner (radio)
Met een tuner wordt over het algemeen het radiogedeelte van een stereotoren bedoeld. De term 'radio' wordt meestal gebruikt voor een zelfstandig apparaat met ingebouwde versterker en luidsprekers. Wanneer er geen ingebouwde luidsprekers zijn, spreekt men van een receiver.
De tuners hadden eerst een analoge afstemming, en geen afstandsbediening. Later kwamen er de digitale tuner, en een bijhorende afstandsbediening. Digitale tuners zijn te herkennen aan het feit dat er geen "draaischuif" om de frequentie te vinden is, maar een serie knoppen. De gekozen frequentie is bij een digitale tuner af te lezen op een display.

## Analoge tuner
Een voorbeeld van een simpele analoge tuner is een zogenaamd LC-circuit, dat een spoel en een condensator in parallel heeft geschakeld. Dit circuit heeft een impedantie, een complexe weerstand die minimaal is bij een bepaalde frequentie. Deze frequentie wordt de resonantiefrequentie van het circuit genoemd en is in te stellen door de zelfinductie en/of capaciteit van de spoel en/of condensator aan te passen. Als er over dit circuit dus een veelvoud van signalen met verschillende frequenties wordt gezet (bijvoorbeeld alle radiogolven die door de antenne worden opgevangen), dan wordt een bepaalde frequentie versterkt. Dit versterkte signaal wordt daarna door eventuele filters en dergelijke gevoerd en uiteindelijk in geluid omgezet in de luidsprekers. 
Bedenk dat dit mechanisme simplistisch is en dat tuners in moderne radio's anders werken. Zo wordt bijvoorbeeld de spoel in dit soort circuits vermeden omdat deze lastig te miniaturiseren is.